# Dawsonia pullei
Dawsonia pullei là một loài Rêu trong họ Polytrichaceae. Loài này được M. Fleisch. & Reimers mô tả khoa học đầu tiên năm 1929.